# Första slaget om Beleriand
I J.R.R. Tolkiens berättelser om Midgård är det Första Slaget om Beleriand, det första slaget i Beleriandkrigen och utkämpas mellan sindaralverna ledda av Thingol, konung av Doriath och herre över Beleriand mot Morgoths arméer. 
Morgoth, som flytt från Valinor anländer till Midgård och ockuperar hans gamla fästning Angband under Thangorodrims berg medan noldor fortfarande jagar honom genom Araman. Hans tjänare, Sauron och Gothmog har länge avlat orcher som krigare för hans arméer.
Morgoth bestämmer sig för att fort erövra Beleriand och sänder ut sina arméer. Två orcharméer avancerar mot söder från Angband. En vandrar väst genom dalen till floden Sirion och en vandrar öst mellan floderna Celon och Gelion. Orcherna slår läger på Estolads slätter i öst och Talaths slätter i väst. I detta första slag, som var det första slaget för alverna någonsin kom sindar och deras allierade, grönalverna att tillsammans med falathrim och dvärgarna att möta Morgoths styrkor på de öppna fälten.
I östra Beleriand kom Denethor, konung av grönalverna att kämpa mot orchernas östra armé på Amon Ereb, en isolerad kulle sydost om Doriath. De är dåligt beväpnade och lider stora förluster. Thingol anländer med sin armé från Doriath för att rädda grönalverna från förintelse men Denethor faller innan Thingol kan rädda honom. Orcherna förlorar till slut och de som överlever blir dräpta av dvärgarna från Dolmed berget. 
I väst kom alverna från Falas under deras herre Círdan att skäras av från Thingol och möta orchernas västra armé. De blir besegrade och flyr till hamnarna Eglarest och Brithombar. Dessa städer kom att bli belägrade och Doriath kan inte samla ihop en tillräckligt stark armé för att hjälpa dem. Falas belägring slutar endast när orcherna tvingas dra sig tillbaka för att ansluta sig till den tredje orcharmén som är på väg för att krossa de noldor under Fëanor som kommit till Beleriand.
Det Första Slaget är det enda av de fem stora slagen där sindaralverna från Doriath spelar huvudrollen. Efter det Första Slaget kom Doriath att skyddas av en magisk gördel, Melians Gördel. Dess dimmor och skuggiga murar kom att skydda Doriath och Thingol kom att försvara sig bakom dessa. På grund av Denethors död, grönalvernas konung, kom alverna av Ossiriand att aldrig mera utropa en konung eller dela i krigen mellan de andra alverna och Morgoth tills det femte slaget, Nírnaeth Arnoediad.